# Monument à la gloire de la Résistance
Le monument à la gloire de la Résistance de Toulouse est un mémorial inauguré le 19 août 1971 et est inscrit au titre des monuments historiques de 2016.

## Historique
Le monument à la gloire de la Résistance résulte d'un concours organisé par la ville de Toulouse en 1965. Le maire Louis Bazerque voulait une œuvre d'art totale. Conçu par l'agence toulousaine Atelier des Architectes associés de  Pierre Viatgé, Michel Bescos, Alex Labat et Pierre Debeaux, il associe architecture, sculpture et audiovisuel. Ils font intervenir l'ingénieur Roger Tassera, le musicien compositeur Xavier Darasse, les vidéastes Hubert Benita, Alain Capel et Serge Valon, et le programmeur Marcel Bettan.
Le monument est inauguré par le maire, Pierre Baudis, le 19 août 1971, pour le 27e anniversaire de la Libération de Toulouse.
Le monument a été inscrit au titre des monuments historiques en 2016.

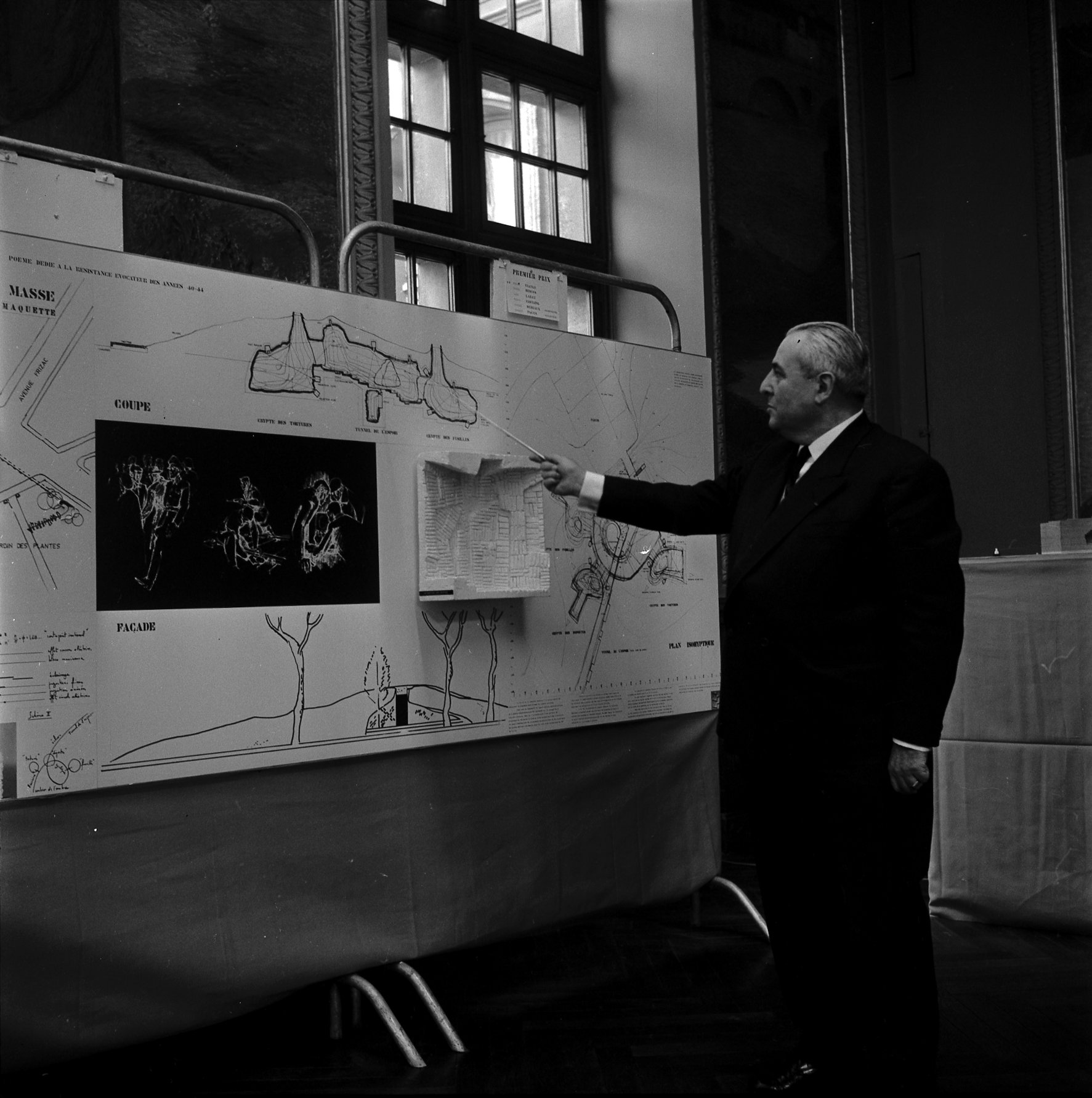
Le maire Louis Bazerque présentant le monument en 1967.

## Description
Implanté à l'extrémité sud de l'allée Frédéric-Mistral, près de l'ancien siège de la Gestapo (actuel no 7 allée Frédéric-Mistral), l'entrée se fait par parvis des Femmes-de-la-Résistance. Le monument est conçu comme un cheminement, passant sous l'allée Serge-Ravanel pour ressurgir dans le jardin des Plantes, au carrefour de l'allée Simone-Veil et de l'allée des Justes-des-Nations.
Le monument se compose d'un bâtiment semi-enterré sous un tumulus, une colline artificielle engazonnée. Il présente une façade en béton brut. Un escalier permet de descendre vers le parvis de galets. À droite se dresse le Signal, une structure autoportante de Pierre Debeaux, composée de quatre mâts maintenus par des câbles. L'intérieur en béton banché se divise en trois cryptes, consacrées aux Déportés, aux Torturés et aux Fusillés, distribuées par un couloir circulaire dont les marches s'abaissent progressivement. Des images sont projetées sur les murs. La sortie s'effectue par un long couloir passant sous l'allée Serge-Ravanel, appelé couloir de l'Espoir, au bout duquel un escalier remonte vers la lumière, dans le jardin des Plantes.
Le 19 août, à 11 heures du matin, le soleil éclairait à travers un trou dans le tumulus une plaque commémorative de la libération de Toulouse avec simplement l'inscription "19 AOUT 1944". Avec la rotation de l'axe de la Terre, ce phénomène ne peut plus se produire.

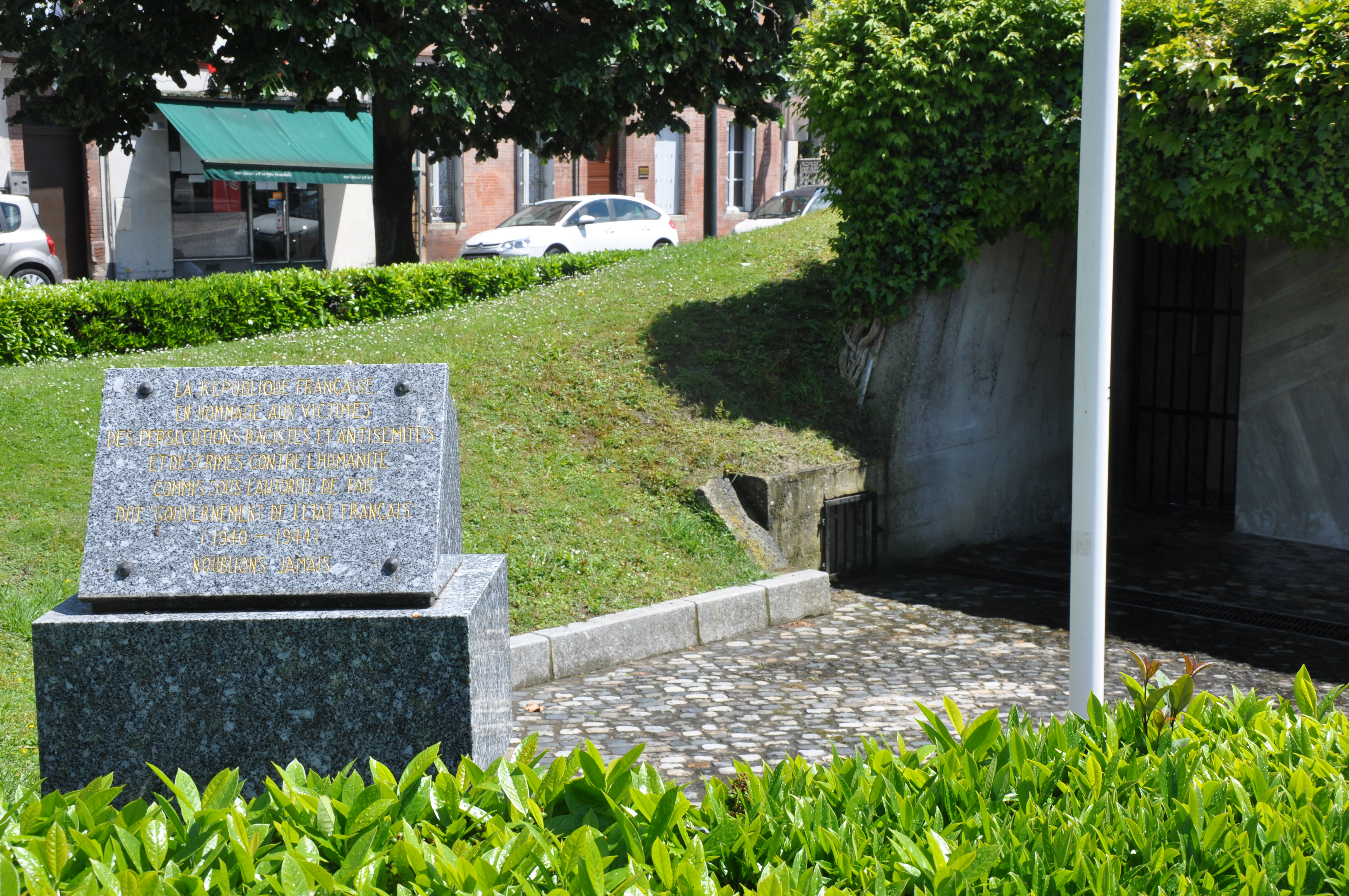
Plaque commémorative "N'oublions jamais"
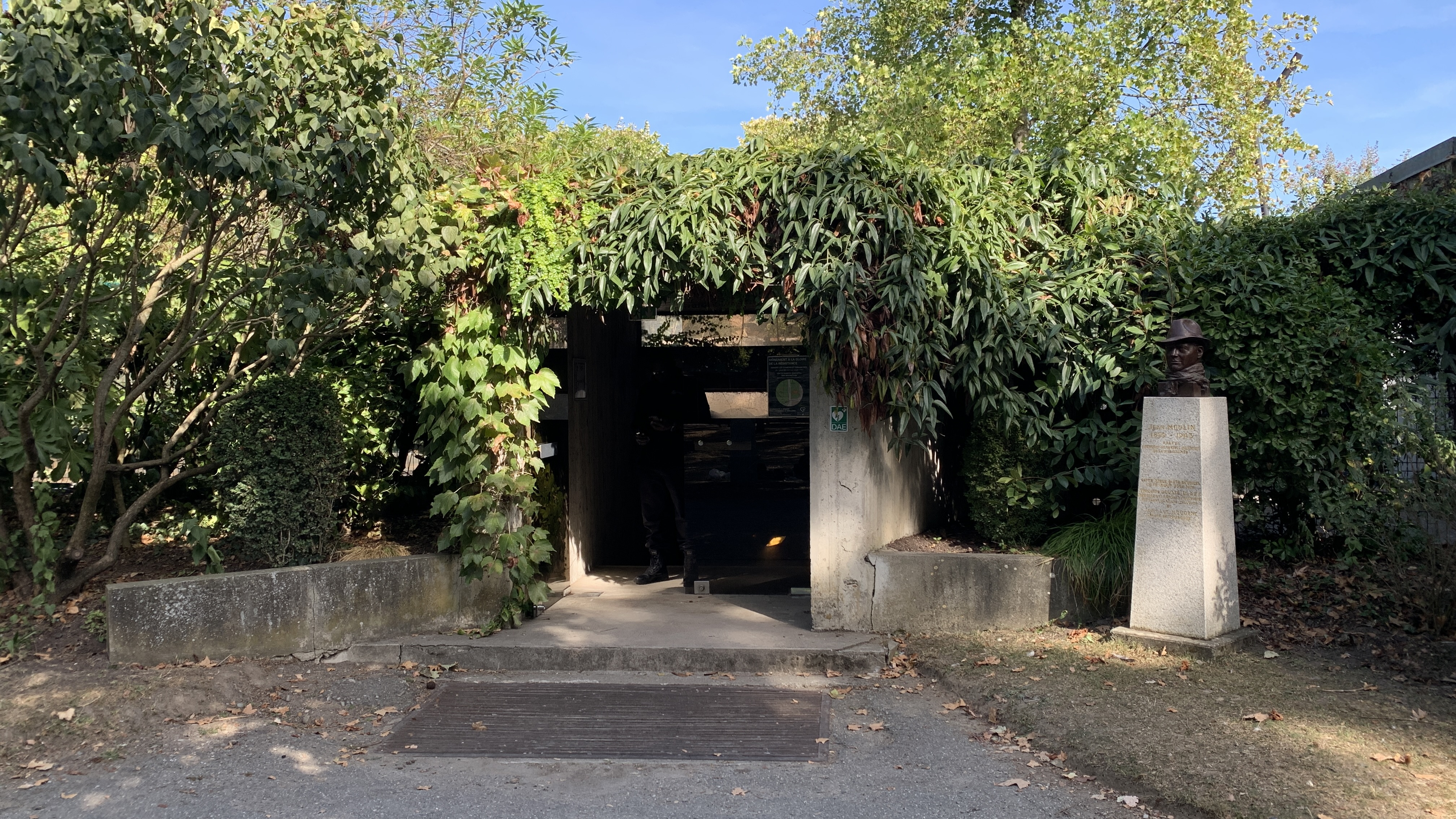
La sortie dans le jardin des Plantes

Le Signal
Le Signal est une sculpture de quatre tubes métalliques maintenus par des câbles, entourée de rosiers sur le talus. Les deux mâts proches du parvis symbolisent l'Égalité et la Fraternité. Le mât du milieu repose un gros bloc de béton et symbolise la Résistance. Ces trois mâts soutiennent le quatrième mât beaucoup plus haut et qui ne repose pas sur le sol ; il symbolise la Liberté. Ce dernier permet à l'ensemble de tenir en équilibre, cet ensemble est autoportant.